# 新北市立貢寮實驗國民中學
新北市立貢寮實驗國民中學是中華民國新北市的一所公立中等學校。於2022年轉型為實驗中學。

## 歷任校長
| 任数         | 姓名   | 任期                         | 性别 |
| ------------ | ------ | ---------------------------- | ---- |
| 首任         | 林森德 | 1968年8月1日～1975年8月31日  | 男   |
| 二任         | 劉清連 | 1975年9月1日～1978年9月1日   | 男   |
| 三任         | 黃君述 | 1978年9月1日～1984年9月5日   | 男   |
| 四任         | 趙仁和 | 1984年9月5日～1989年8月1日   | 男   |
| 五任         | 林幼儀 | 1989年8月23日～1991年3月12日 | 男   |
| 六任         | 曾華錚 | 1991年3月12日～1993年9月6日  | 男   |
| 七任         | 王仁宏 | 1993年9月6日～1995年7月31日  | 男   |
| 八任         | 邵德佳 | 1995年8月1日～1997年7月31日  | 女   |
| 九任         | 趙靜菀 | 1997年8月1日～2000年7月31日  | 女   |
| 十任         | 胡冬吟 | 2000年8月1日～2004年7月31日  | 女   |
| 十一任       | 方寶全 | 2004年8月1日～2007年7月31日  | 男   |
| 十二任       | 陳冠人 | 2007年8月1日～2010年7月31日  | 男   |
| 十三任       | 陳君武 | 2010年8月1日～2015年7月31日  | 男   |
| 十四任       | 施敏雄 | 2015年8月1日～2022年7月31日  | 男   |
| 十五任(現任) | 劉松英 | 2022年8月1日～               | 女   |

## 校友
- 林錦春-現任屏東地檢署檢察長